# Johan Gadolin
Johan Gadolin (5. červen 1760 Turku – 15. srpen 1852 Mynämäki) byl finský chemik, jehož rodnou řečí byla švédština. Objevil přechodný kovový prvek nazvaný yttrium, který získal z minerálu nalezeného u Ytterby ve Švédsku (odtud název prvku).
Krom své mateřské švédštiny uměl plynně latinsky, finsky, německy, anglicky a francouzsky. Obdržel Řád sv. Vladimíra a Řád sv. Anny.